# Бокрош, Эрнест
Эрнест Бокрош (словац. Ernest Bokroš; род. 25 августа 1959 года, Карвина, Чехословакия) — словацкий хоккейный тренер, бывший чехословацкий хоккеист, игравший на позиции защитника.

## Карьера
Выступал за клубы «Дукла» (Тренчин), немецкий «Кауфбойрен», финский «Йокипоят» (Йоэнсуу).
В чемпионатах Чехословакии сыграл 428 матчей, забросил 57 шайб.
В составе национальной сборной Чехословакии провёл 20 матчей, забил 2 гола.
После окончания карьеры хоккеиста стал тренером. Работал с многими чешскими и словацкими командами. В качестве тренера добился больших успехов: привёл «Зволен» и «Слован» к победе в чемпионате Словакии, со «Злином» выигрывал Чешскую экстралигу. В последние годы работал с молодёжной сборной Словакии: в 2015 году под его руководством молодёжная сборная Словакии завоевала бронзовые медали чемпионата мира.

## Достижения

### Игрок
- Чемпион Чехословакии (1992)
- Серебряный призёр чемпионата Чехословакии (1989, 1990)
- Бронзовый призёр чемпионата Чехословакии (1991)

### Тренер
- Чемпион Словацкой экстралиги (1998, 2001)
- Чемпион Чешской экстралиги (2004)
- Серебряный призёр Чешской экстралиги (2005)
- Бронзовый призёр молодёжного чемпионата мира (2015)

### Личные
- Крест Президента Словацкой Республики I степени (15 мая 2002 года)[1]